# Takahiro Sakurai
Takahiro Sakurai (櫻井 孝宏?, Sakurai Takahiro; Aichi, 13 giugno 1974) è un doppiatore giapponese.
Nel 2007, Takahiro è stato candidato come migliore attore in ruolo di supporto al Seiyu Awards per la sua interpretazione di Suzaku Kururugi, il personaggio principale, dopo Lelouch Vi Britannia, della serie anime Code Geass: Lelouch of the Rebellion, ma ha perso per Akira Ishida e Kouki Miyata.

## Doppiaggio

### Anime
Ha dato voce ai personaggi dei seguenti anime (nella versione in lingua giapponese originale):
- .hack//ROOTS come Haseo
- Ace of Diamond come Miyuki Kazuya
- Aldnoah.Zero come Trillram
- Angel Tales come Shin
- Ayakashi: Japanese Classic Horror come Il venditore di medicine
- Battle Spirits - Dan il Guerriero Rosso come Yūki Momose
- Berserk (serie animata 2016) come Grifis
- Black Blood Brothers come Jirou Mochizuki
- Black Cat come Jenos Hazard
- Black Clover come Licth e Patry (adulto)
- Bleach come Kira Izuru
- Bungo Stray Dogs come Francis Scott Key Fitzgerald
- C come Masakaki
- Canvas 2: Nijiiro no sketch come Hiroki Kamikura
- Castlevania come Hector
- Code Geass: Lelouch of the Rebellion come Suzaku Kururugi
- Così parlò Rohan Kishibe come Rohan Kishibe
- Cromartie High School come Kamiyama Takashi
- Cyborg 009 (2001) come Joe Shimamura/009
- D.Gray-man come Yū Kanda
- Densetsu no yūsha no densetsu come Tiir Rumibul
- Diabolik Lovers MORE,BLOOD come Ruki Mukami
- Digimon come Tentomon
- Dokidoki! Pretty Cure come Joe Okada
- Ridendo tra le nuvole come Shirasu Kinjō
- Fairy Tail come Sting Eucliffe
- Fate/Apocrypha come Merlino
- Food Wars! - Shokugeki no Soma come Satoshi Isshiki
- Alice Academy come Misaki-sensei
- Gakuen Heaven come Endou Kazuki
- Gate Keepers come Shun Ukiya
- Get Backers come Kagami Kyoji
- Genji Monogatari Sennenki Genji come Hikaru Genji
- Gintama come Saito Shimaru
- Grisaia no Kajitsu come Yūji Kazami
- Guardian Hearts come Kazuya Watari
- Gugure! Kokkuri-san come Inugami
- Gun × Sword come Ray Langlen
- Haikyu!!2 come Akiteru Tsukishima
- Haikyuu!! karasuno koukou vs shiratorizawa gakuen koukou come Akiteru Tsukishima
- Heat Guy J come Boma
- Hikaru no go come Kaoru Kishimoto
- I Cavalieri dello zodiaco - Saint Seiya - Hades - Inferno come Dragon Shiryu (Sirio il Dragone)
- I Cavalieri dello zodiaco - The Lost Canvas come Minosse del grifone
- I"s (OVA) come Seto Ichitaka
- Innocent Venus come Jin Tsurasawa
- Junjō romantica come Takahashi Misaki
- Strofe d'amore come Yoshihiko "Santa" Nagai
- Kaleido Star come Leon Oswald
- Karin come Kurobara no Ōji
- Demon Slayer - Kimetsu no yaiba come Tomioka Giyu
- Kirepapa come Shunsuke Sakaki
- Koroshiya-san come Ryuichi Sasaki
- Kyo Kara Maoh! come Yuri Shibuya
- Kuroshitsuji II come Claude Faustus
- Jujutsu kaisen - Sorcery Fight come Suguru Geto
- Jujutsu kaisen 0 - Il film come Suguru Geto
- Le bizzarre avventure di JoJo: Diamond in Unbreakable come Rohan Kishibe
- Le Chevalier D'Eon come Maximilien Robespierre
- Liz e l'uccellino azzurro come Noboru Taki
- Magi: The Labyrinth of Magic come Ja'far
- Il mitico detective Loki come Loki
- Mob Psycho 100 come Arataka Reigen
- Mononoke come Il venditore di medicine
- Naruto Shippuden come Sasori
- Nazotokine come Ansa Arishin
- Overlord come Jircniv Rune Farlord El Nix
- Pani Poni Dash! come Shu Momose
- Peace Maker Kurogane come Susumu Yamazaki
- Pretear - La leggenda della nuova Biancaneve come Sasame
- Princess Tutu come Fakir
- Psycho-Pass come Shogo Makishima
- Psycho-Pass 2 come Sho Hinakawa
- Ranking of Kings come Despa
- Ranpo Kitan:Game of Laplace come Akechi
- Record of Ragnarok come Poseidone
- Recorder to Randsell come Big Bro Take
- Rozen Maiden Träumend come Shirosaki
- Sakurasou no Pet na Kanojo come Jin Mitaka
- Saint Beast come Genbu no Shin
- Seraph of the End come Ferid Bathory
- Shenmue: The Animation come Lan Di
- Suki na Mono wa Suki Dakara Shouganai come Fuuta Kitamura (episodio 13)
- Suki-tte Ii na yo come Yamato Kurosawa
- Tactics come Haruka
- That Time I Got Reincarnated as a Slime come Diablo
- The legend of the legendary heroes come Tiir Rumibul
- Tokyo Ghoul come Uta
- Transformers Armada come Double Face
- Tsukihime, Lunar Legend come Arihiko Inui
- Tsukuyomi - Moon Phase come Seiji Midou
- Uchōten Kazoku come Yasaburo Shimogamo
- Uragiri wa Boku no Namae wo Shitteiru come Luka Crosszeria
- Vexille come Ryo
- Zatch Bell! come Kiyomaro Takamine
- Zegapain come Toga Vital
- Zero no Tsukaima come Guiche
- Zettai shōnen come Shigeki Kobayakawa
- Zoids come Bit Cloud
- Zombie-Loan come Shito Tachibana

### Drama-CD
Ha svolto il ruolo di doppiatore nei seguenti drama-CD:
- Ai wo Utau yori Ore ni Oborero! (Blaue Rosen) come Rui Kiryuuin
- Baito wa Maido (Part-time as Housemaid) come Minori Ogata
- Code Geass: Lelouch of the Rebellion come Suzaku Kururugi
- Fushigi yûgi Special come Rimdo/Uruki
- Junjou Romantica (Pure Romantica) come Misaki Takahashi
- Kawaii Hito Pure (Adorable One) come Kenichi Takane
- Kirepapa come Shunsuke Sakaki
- La principessa sacrificale e il re delle bestie come Anubis
- Love Mode come Rin Takimura
- Mizuki-sensei Kiki Ippatsu! (Mr.Mizuki in Crisis) come Mizuki Sakanaga
- Slavers Series come Shuichi Kurahashi
- Sono Yubi Dake ga Shitteru (Only the Ring Finger Knows) come Yuichi Kazuki
- Tokyo Yabanjin (Barbarian In Tokyo) come Fubuki Kano
- Yabai Kimochi (Desire) come Maiki Toru
- Yellow come Taki

### Videogiochi
Ha doppiato dei personaggi nei seguenti videogiochi:
- .hack//G.U. Vol. 1//Rebirth come Haseo
- .hack//G.U. Vol. 2//Reminisce come Haseo
- .hack//G.U. Vol. 3//Redemption come Haseo
- .hack//Link come Haseo
- .hack//Versus come Haseo
- Ape Escape 2 come Scimmia Blu
- Ape Escape 3 come Scimmia Blu
- Balan Wonderworld come Lance
- Berserk and the Band of the Hawk come Grifis
- Bleach: Shattered Blade come Izuru Kira
- Bleach: Brave Souls come Izuru Kira
- Castlevania: Portrait of Ruin come Jonathan Morris
- Castlevania: Harmony of Despair come Jonathan Morris
- Castlevania: Grimoire of Souls come Jonathan Morris
- Chocobo GP come Cloud Strife
- Crisis Core: Final Fantasy VII come Cloud Strife
- Crisis Core: Final Fantasy VII Reunion come Cloud Strife
- Danganronpa: Trigger Happy Havoc come Leon Kuwata
- Danganronpa V3: Killing Harmony come Leon Kuwata
- Dark Chronicle come Gaspard
- Dirge of Cerberus: Final Fantasy VII come Cloud Strife
- Dissidia Final Fantasy come Cloud Strife
- Dissidia 012 Final Fantasy come Cloud Strife
- Dissidia Final Fantasy NT come Cloud Strife
- Dissidia Final Fantasy: Opera Omnia come Cloud Strife e Kurasame Susaya
- Dragalia Lost come Leif e Orion
- Dragon Quest Rivals come Jago
- Dragon Quest XI S: Echi di un'era perduta - Edizione Definitiva come Jago
- Fantasy Life i: La ragazza che ruba il tempo come Cliff
- Fate/Grand Order come Saber/Arthur Pendragon e Caster/Merlin
- Final Fantasy Type-0 come Kurasame Susaya
- Final Fantasy Explorers come Cloud Strife
- Final Fantasy VII Remake come Cloud Strife
- Final Fantasy VII: Ever Crisis come Cloud Strife
- Final Fantasy VII Rebirth come Cloud Strife
- Fire Emblem Heroes come Lukas, Julius, Eliwood e Bramimond
- Fire Emblem Echoes: Shadows of Valentia come Lukas
- Galaxy Angel come Red-Eye
- Granblue Fantasy come Daikoku Fuwa, Lucifer, Lucilius, Lucio, Shao, Suzaku Kururagi e Giyu Tomioka
- Granblue Fantasy: Versus come Avatar
- Granblue Fantasy: Versus Rising come Avatar, Lucilius e Daikoku Fuwa
- Gundam Breaker 4 come Yuki
- Harukanaru Toki no Naka de Maihitoyo (PS2) come Oo no Suefumi
- I Cavalieri dello zodiaco - Hades come Shiryu
- I Cavalieri dello zodiaco - Cronache di guerra come Shiryu
- Infinity Strash - Dragon Quest: The Adventure of Dai come Avan e Narratore
- Itadaki Street: Dragon Quest and Final Fantasy 30th Anniversary come Cloud Strife
- Kingdom Hearts come Cloud Strife
- Kingdom Hearts: Chain of Memories come Cloud Strife
- Kingdom Hearts II come Cloud Strife
- Kingdom Hearts Re:Chain of Memories come Cloud Strife
- Kingdom Hearts Re:coded come Cloud Strife
- Kingdom Hearts HD 2.5 Remix come Cloud Strife
- JoJo's Bizarre Adventure: Vento Aureo come Bruno Bucciarati
- JoJo's Bizarre Adventure: All Star Battle R come Rohan Kishibe
- Jujutsu Kaisen Cursed Clash come Suguru Geto
- Jump Force come Shiryu
- Klonoa Beach Volleyball come Guntz
- Klonoa Heroes: Densetsu no Star Medal come Guntz
- Live A Live (Remake) come Ou Di Wan Lee
- Lost Dimension come The End
- Maximo come Maximo
- Mega Man X: Command Mission come X
- Mega Man X8 come X
- Mega Man Maverick Hunter X come X
- Million Arthur: Arcana Blood come Clone Cuchulainn
- Namco × Capcom come Guntz e Red Arremer Joker
- Naruto Shippuden: Gekitou Ninja Taisen! EX 2 come Sasori
- Naruto Shippuden: Gekitou Ninja Taisen! EX 3 come Sasori
- Naruto Shippuden: Legends: Akatsuki Rising come Sasori
- Naruto Shippuden: Ultimate Ninja Heroes 3 come Sasori
- Naruto Shippuden: Ultimate Ninja Storm 2 come Sasori
- Naruto Shippuden: Gekitou Ninja Taisen! EX Special come Sasori
- Naruto Shippuden: Ultimate Ninja Impact come Sasori
- Naruto Shippuden: Ultimate Ninja Storm Generations come Sasori
- Naruto Shippuden: Ultimate Ninja Storm 3 come Sasori
- Naruto Shippuden: Ultimate Ninja Storm Revolution come Sasori
- Naruto Shippuden: Ultimate Ninja Storm 4 come Sasori
- Naruto to Boruto: Shinobi Striker come Sasori
- Naruto x Boruto Ultimate Ninja Storm Connections come Sasori
- Nine Hours, Nine Persons, Nine Doors come Snake/Light Field
- Orange Honey come Shiraishi Shinya
- Pokémon Masters EX come Dandel
- Project X Zone come X
- Project X Zone 2 come X, Haseo
- Saint Seiya: Brave Soldiers come Shiryu
- Saint Seiya: Soldiers' Soul come Shiryu
- Sengoku Basara 4 come Sen no Rikyu
- Sengoku Basara: The Legend of Sanada Yukimura come Sen no Rikyu
- Shenmue come Lan Di
- Shenmue II come Lan Di e Yuan
- Shenmue III come Lan Di
- Shin Megami Tensei: Devil Survivor 2 - Record Breaker come The Anguished One
- Shin Megami Tensei: Strange Journey Redux come Jimenez
- Shin Megami Tensei V come Fionn mac Cumhaill
- Shin Megami Tensei V: Vengeance come Fionn mac Cumhaill
- Soulcalbur VI come Grøh
- Stella Deus: The Gate of Eternity come Avis
- Summon Night Granthese: Sword of Ruin and the Knight's Promise come Lost
- Summon Night 5 come Rexx
- Summon Night 6: Lost Borders come Rexx
- Super Robot Wars Z2: Destruction Chapter come Suzaku Kururugi
- Super Robot Wars Z2: Rebirth Chapter come Suzaku Kururugi
- Super Robot Wars Z3: Hell Chapter come Suzaku Kururugi
- Super Robot Wars Z3: Heaven Chapter come Suzaku Kururugi
- Super Robot Wars X come Suzaku Kururugi e Bizon Gerafil
- Super Robot Wars T come Ray Lundgren
- Super Robot Wars 30 come Suzaku Kururugi, Ray Lundgren e McGillis Fareed
- Super Smash Bros. per Nintendo 3DS e Wii U come Cloud Strife
- Super Smash Bros. Ultimate come Cloud Strife
- Tales of Legendia come Walter Delques
- Tales of Graces come Asbel Lhant
- Tales of the Rays come Walter Delques, Asbel Lhant e Haseo
- Tales of Crestoria come Asbel Lhant e Mecha-Asbel
- Teppen come X
- The Alchemist Code come Sol
- The Bouncer come Sion Barzahd
- The Hundred Line: Last Defense Academy come Eito Aotsuki
- The Legend of Heroes: Trails of Cold Steel come Crow Armbrust
- The Legend of Heroes: Trails of Cold Steel II come Crow Armbrust
- The Legend of Heroes: Akatsuki no Kiseki come Crow Armbrust
- The Legend of Heroes: Trails of Cold Steel III come Crow Armbrust
- The Legend of Heroes: Trails of Cold Steel IV come Crow Armbrust
- The Legend of Heroes: Trails into Reverie come Crow Armbrust
- Trauma Team come CR-S01
- Kyou Kara Maou! Oresama Quest (PC) come Yuuri Shibuya
- Kyou Kara Maou! Hajimari no Tabi (PS2) come Yuuri Shibuya
- Virtua Fighter 4 come Lei-Fei
- Virtua Quest come Lei-Fei
- Virtua Fighter 5 come Lei-Fei
- War of the Visions: Final Fantasy Brave Exvius come Cloud Strife
- White Knight Chronicles come Shapur
- White Knight Chronicles II come Shapur
- World of Final Fantasy come Cloud Strife
- Xblaze Code: Embryo come Soichiro Unomaru
- Xenoblade Chronicles 2 come Jin
- Xenoblade Chronicles 2: Torna - The Golden Country come Jin
- Zegapain NOT come Toga Dupe
- Zegapain XOR come Toga Vital